# Elaeocarpus
- Commons
- Wikispecies

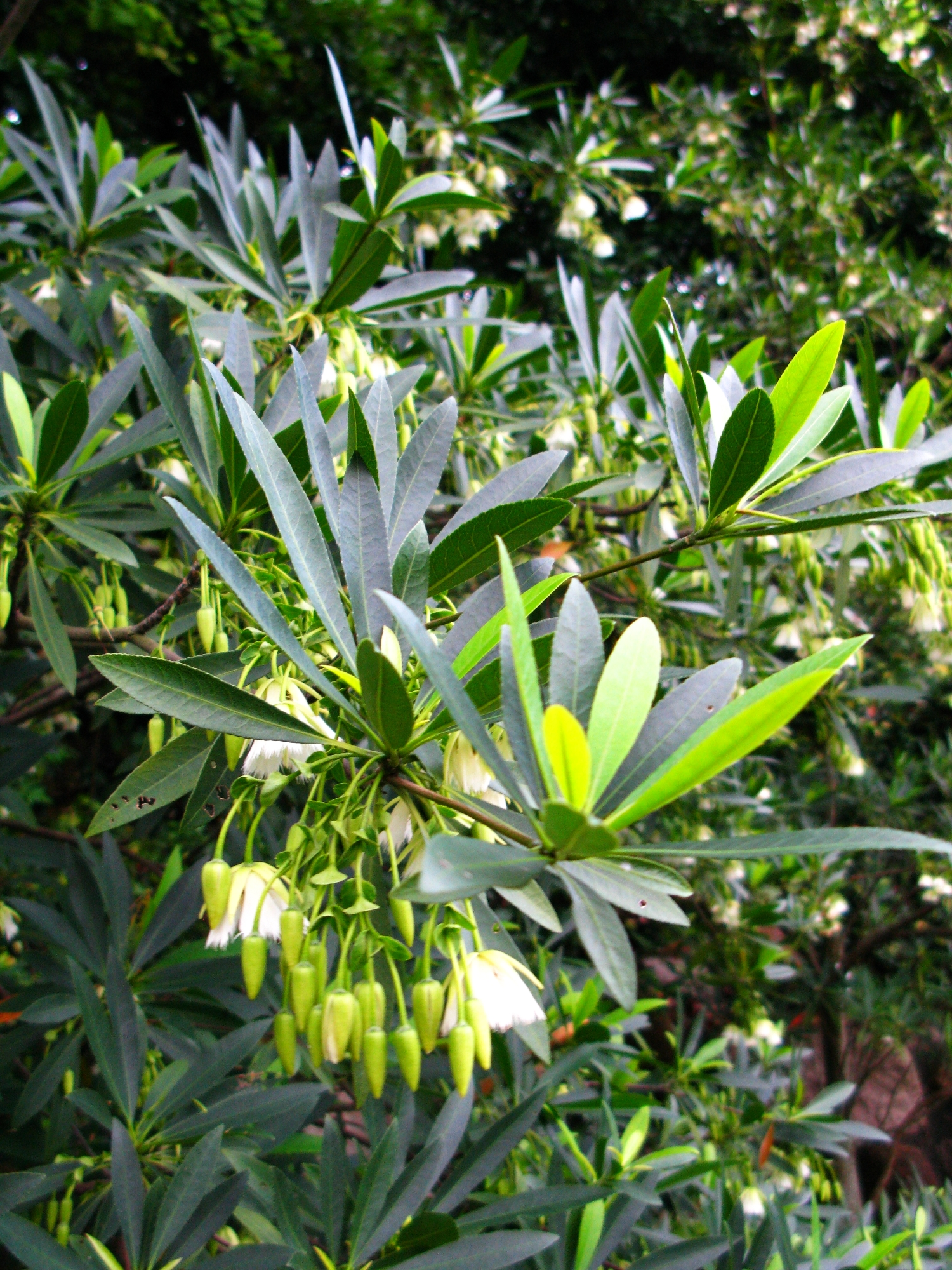
Elaeocarpus hainanensis

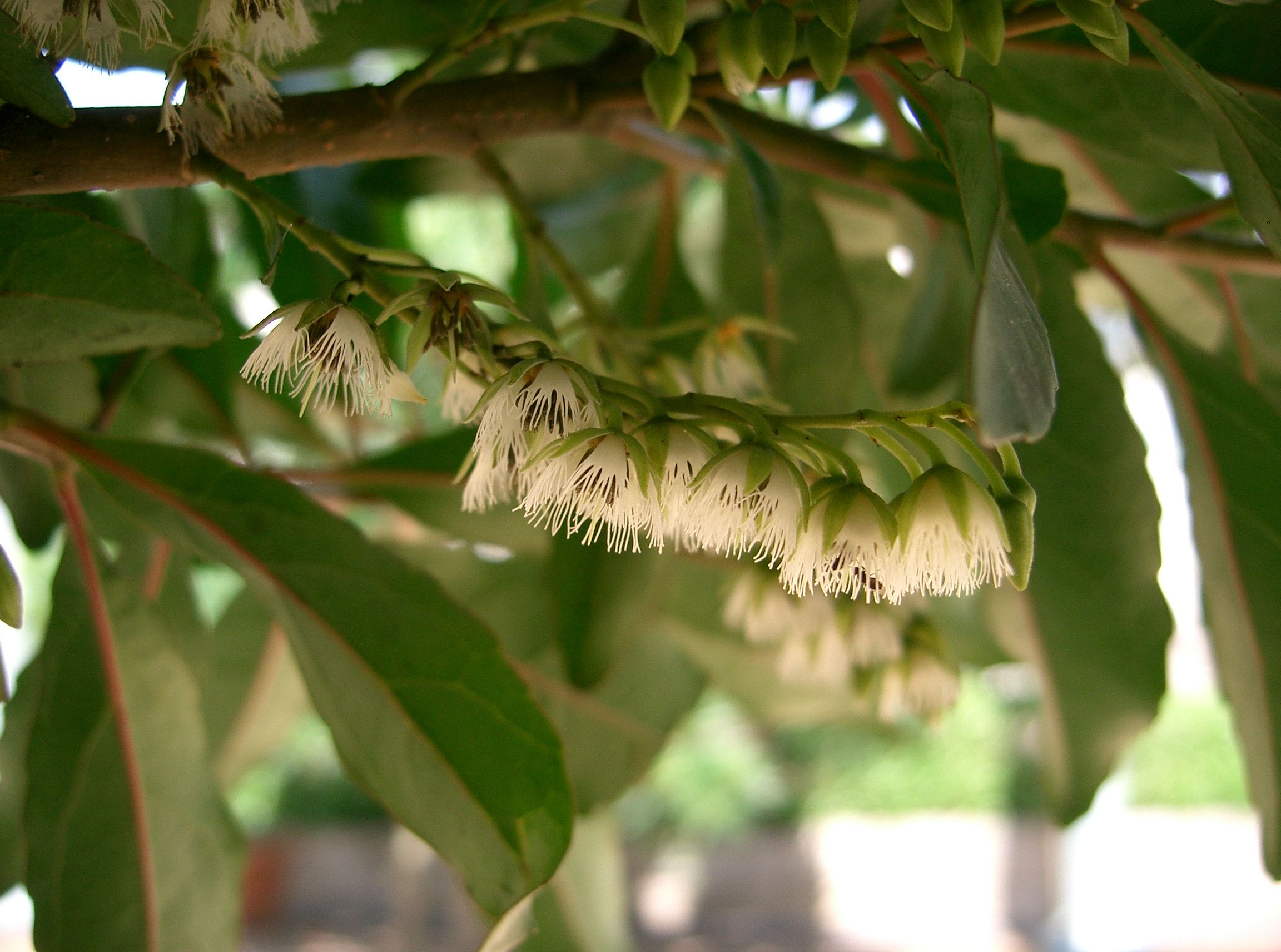
Floração da Elaeocarpus sylvestris

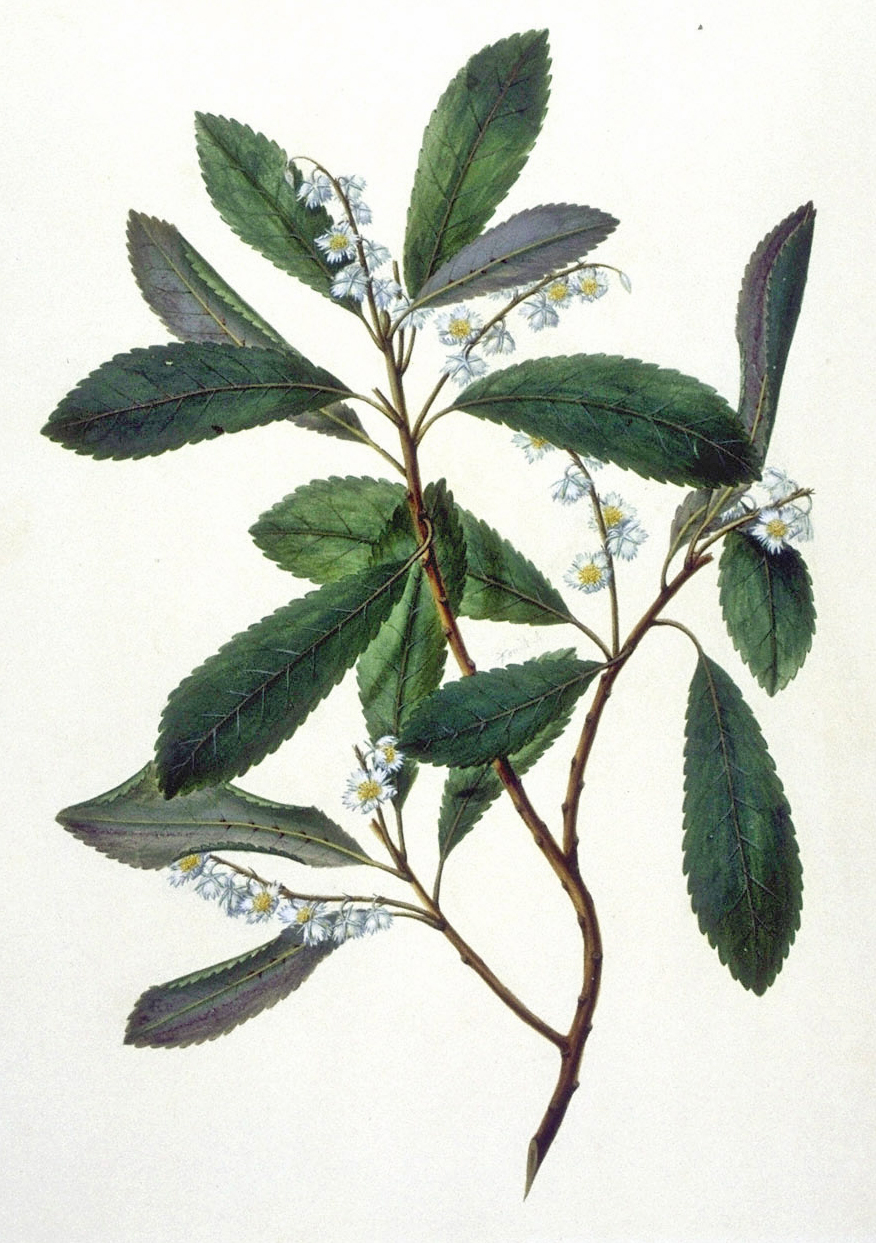
Ilustração: Elaeocarpus dentatus

Elaeocarpus L. é um género botânico pertencente à família Elaeocarpaceae.

## Espécies
- Elaeocarpus acmosepalus Stapf ex Ridl.
- Elaeocarpus amoenus Thwaites
- Elaeocarpus angustifolius Blume
- Elaeocarpus arnhemicus F.Muell.
- Elaeocarpus bancroftii F.Muell. & F.M.Bailey
- Elaeocarpus blascoi Weibel
- Elaeocarpus bojeri R.E.Vaughan
- Elaeocarpus brigittae Coode
- Elaeocarpus calomala (Blanco) Merr.
- Elaeocarpus carolinae B.Hyland & Coode
- Elaeocarpus ceylanicus (Arn.) Mast.
- Elaeocarpus colnettianus Guillaumin
- Elaeocarpus cordifolius Coode
- Elaeocarpus coriaceus Hook.
- Elaeocarpus costatus M.Taylor
- Elaeocarpus cruciatus Corner
- Elaeocarpus culminicola Warb.
- Elaeocarpus dentatus (J.R.Forst. & G.Forst.) Vahl
- Elaeocarpus dinagatensis Merr.
- Elaeocarpus eriobotryoides Ridl.
- Elaeocarpus eumundi F.M.Bailey
- Elaeocarpus ferrugineus (Jack) Steud.
- Elaeocarpus fraseri Coode
- Elaeocarpus ganitrus Roxb. ex G.Don
- Elaeocarpus gaussenii Weibel
- Elaeocarpus gigantifolius Elmer
- Elaeocarpus glandulifer (Hook. ex Wight) Mast.
- Elaeocarpus grandis F.Muell.
- Elaeocarpus griffithii (Wight) A.Gray
- Elaeocarpus hedyosmus Zmarzty
- Elaeocarpus holopetalus F.Muell.
- Elaeocarpus homalioides Schltr.
- Elaeocarpus hookerianus Raoul
- Elaeocarpus hygrophilus Kurz
- Elaeocarpus inopinatus Coode
- Elaeocarpus integrifolius Lam.
- Elaeocarpus joga Merr.
- Elaeocarpus kirtonii F.Muell. ex F.M.Bailey
- Elaeocarpus lanceifolius Roxb.
- Elaeocarpus miriensis Weibel
- Elaeocarpus montanus Thwaites
- Elaeocarpus moratii Tirel
- Elaeocarpus munroi (Wight) Mast.
- Elaeocarpus nanus Corner
- Elaeocarpus obovatus G.Don
- Elaeocarpus obtusus Blume
- Elaeocarpus prunifolius (Müll.Berol.) Wall. ex Mast.
- Elaeocarpus pseudopaniculatus Corner
- Elaeocarpus recurvatus Corner
- Elaeocarpus reticosus Ridl.
- Elaeocarpus reticulatus Sm.
- Elaeocarpus royenii Weibel
- Elaeocarpus rugosus Roxb. ex G.Don
- Elaeocarpus sedentarius Maynard & Crayn
- Elaeocarpus serratus L.
- Elaeocarpus simaluensis Weibel
- Elaeocarpus stipularis Blume
- Elaeocarpus subvillosus Arn.
- Elaeocarpus sylvestris (Lour.) Poir.
- Elaeocarpus symingtonii Ng
- Elaeocarpus taprobanicus Zmarzty
- Elaeocarpus thorelii Pierre
- Elaeocarpus venustus Bedd.
- Elaeocarpus williamsianus Guymer